# Johanna Spyri
Johanna Louise Heusser, coniugata Spyri (Hirzel, 12 giugno 1827 – Zurigo, 7 luglio 1901), è stata una scrittrice svizzera.
La sua fama in tutto il mondo è dovuta soprattutto alla creazione del personaggio letterario di Heidi.

## Biografia
Johanna Louise Heusser, scrittrice di letteratura per ragazzi, è nata e cresciuta a Hirzel, nel Cantone di Zurigo, ed era la quarta di sei figli del medico Johann Jacob e della poetessa Meta Heusser-Schweizer. Nel 1852 sposa l'avvocato e giornalista zurighese Johann Bernhard Spyri, che faceva parte della ristretta cerchia di amici di Richard Wagner della città svizzera.
Esordì con il racconto Ein Blatt auf Vronys Grab ("Un foglio sulla tomba di Vrony") pubblicato nel 1871, quando aveva 44 anni; nel 1880 scrisse Heidis Lehr- und Wanderjahre ("Gli anni di formazione e di peregrinazioni di Heidi") seguito, l'anno successivo, dal secondo volume Heidi kann brauchen was es gelernt hat ("Heidi può servirsi di ciò che ha imparato"). Heidi è considerato uno dei libri più letti e tradotti del mondo; ne sono state tratte diverse trasposizioni cinematografiche e sono stati realizzati anche cartoni animati.

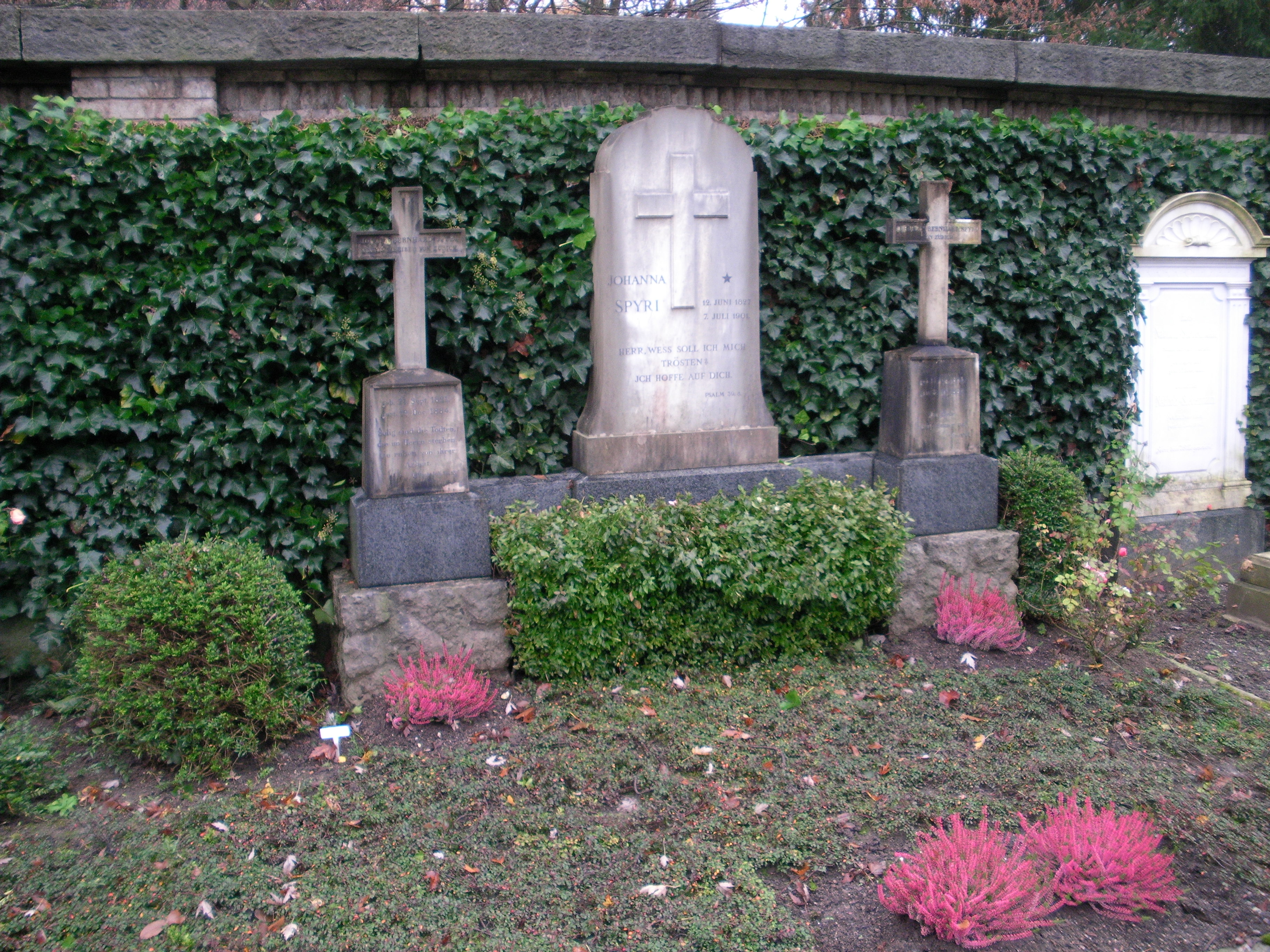
Tomba di Johanna Spyri a Zurigo

Tutte le opere di Johanna Spyri forniscono uno sguardo critico della Svizzera del tempo, soprattutto per quanto riguarda le condizioni di vita delle persone durante la prima fase della rivoluzione industriale. In particolare, teneva a cuore la situazione dei bambini e delle giovani donne, tanto che il sottotitolo di molti suoi libri è Eine Geschichte für Kinder und auch für Solche, welche die Kinder lieb haben ("Una storia per bambini ed anche per coloro che vogliono bene ai bambini"). Per questo i suoi racconti non hanno un interesse solo letterario, ma anche storico e sociale. Nella sua vita Johanna Spyri ha pubblicato 31 libri, 27 volumi narrativi e 4 brochure, per un totale di 48 narrazioni.
Dopo la sua morte, avvenuta nel 1901, fu sepolta nel cimitero zurighese di Sihlfeld, ove riposano altre personalità svizzere celebri, come Henri Dunant, fondatore del Comitato Internazionale della Croce Rossa. L'eredità di Johanna Spyri è gestita dall'Istituto Svizzero Media e Ragazzi con sede a Zurigo, associazione i cui principali scopi sono la promozione della lettura, lo studio e la documentazione relativa alla letteratura per ragazzi.

## Opere
- 1871, Ein Blatt auf Vrony's Grab
- 1872, Nach dem Vaterhause!
- 1873, Aus früheren Tagen.
- 1872, Ihrer Keines vergessen.
- 1872, Verirrt und gefunden (Aus dem Leben) (libro di novelle)
- 1878, Heimathlos. (con le novelle Am Silser- und am Gardasee e Wie Wiseli's Weg gefunden wird)
- 1879, Aus Nah und Fern. (con le novelle Der Mutter Lied e Peppino, fast eine Räubergeschichte)
- 1879, Verschollen, nicht vergessen. Ein Erlebnis, meinen guten Freundinnen, den jungen Mädchen
- 1880, Heidi's Lehr- und Wanderjahre
- 1880, Im Rhonethal
- 1880, Aus unserem Lande. (con le novelle Daheim und wieder draussen e Wie es in Waldhausen zugeht)
- 1881, Am Sonntag
- 1881, Heidi kann brauchen, was es gelernt hat
- 1881, Ein Landaufenthalt von Onkel Titus
- 1882, Kurze Geschichten für Kinder und auch für Solche, welche die Kinder lieb haben. (con i racconti Beim Weiden-Joseph, Rosen-Resli, Der Toni von Kandergrund, Und wer nur Gott zum Freunde hat, dem hilft er allerwegen! e In sicherer Hut)
- 1883, Wo Gritlis Kinder hingekommen sind
- 1883, Zwei Volksschriften (con i racconti Ein goldener Spruch e Wie einer dahin kam, wo er nicht hin wollte)
- 1884, Gritlis Kinder kommen weiter.
- 1885, Aus dem Leben eines Advocaten
- 1886 Kurze Geschichten für Kinder und auch für Solche, welche die Kinder lieb haben. Zweiter Band. (con le novelle Moni der Geissbub, Was der Grossmutter Lehre bewirkt, Vom This, der doch etwas wird, Am Felsensprung e Was Sami mit den Vögeln singt)
- 1887, Was soll denn aus ihr werden? Eine Erzählung für junge Mädchen
- 1887, Ariel die Meerjungfrau
- 1888, Arthur und Squirrel
- 1888, Aus den Schweizer Bergen. (con le novelle In Hinterwald, Die Elfe von Intra e Vom fröhlichen Heribli)
- 1889, Was aus ihr geworden ist. Eine Erzählung für junge Mädchen.
- 1890, Einer vom Hause Lesa. Eine Geschichte für Kinder und auch für Solche, welche die Kinder lieb haben. (in seguito anche con il titolo Die Kinder vom Lesahof. Das Lied des Berges e la seconda parte dell'originale con il titolo Stefeli. Weitere Schicksale der Kinder vom Lesahof)
- 1891, Volksschriften von Johanna Spyri. Zweiter Band. (con i racconti In Leuchtensee e Wie es mit der Goldhalde gegangen ist)
- 1892, Schloss Wildenstein.
- 1901, Die Stauffer-Mühle
- Was Sami mit den Vögeln singt, dai 9 anni, Schweizerisches Jugendschriftenwerk (SJW), Heft 78
- Wer Gott zum Freunde hat, dai 9 anni, SJW-Heft 79
- 1939, Allen zum Trost, dai 9 anni, SJW-Heft 80
- Lauris Krankheit, dai 9 anni, SJW-Heft 81/82
- Vom This, der doch etwas wird, dai 10 anni, SJW-Heft